# Фишберн, Лоренс
Ло́ренс Джон Фи́шберн III (англ. Laurence John Fishburne III; род. 30 июля 1961) — американский актёр и продюсер. Лауреат премий «Эмми» и «Тони», а также номинант на премии «Оскар» и «Золотой глобус». Наиболее известен как исполнитель роли Морфеуса в серии фильмов «Матрица», а также по ролям в фильмах «Апокалипсис сегодня» (1979) и «Ребята по соседству» (1991), и сериале «Ганнибал» (2013—2015).

## Ранние годы
Фишберн родился в Огасте, штат Джорджия, в семье учительницы математики Хэтти Белл (урождённой Кроуфорд) и Лоренса Фишберна-младшего, работника воспитательной колонии. Его родители развелись, когда он был ребёнком, после чего он вместе с матерью переехал в Бруклин.

## Карьера
Первую роль в театре молодой Фишберн сыграл в 1975 году. Он получил роль маленького мальчика, который становится свидетелем убийства своего кумира-баскетболиста в драме «Зерно, граф и я» режиссёра Джозефа Мэндьюка.
В четырнадцать лет, во время учёбы в школе актёрского мастерства в Нью-Йорке, солгав о своем возрасте, он снялся в фильме Фрэнсиса Форда Копполы «Апокалипсис сегодня». Впоследствии Фишберн снялся ещё в трёх фильмах Копполы: «Бойцовая рыбка», «Клуб „Коттон“» и «Сады камней». О его роли отца, пытающегося защитить своего сына от уличного насилия в фильме «Ребята по соседству» (1991) лестно отозвались критики.
Фишберн исполнил роль музыканта Айка Тёрнера в биографической драме «На что способна любовь» (1993), за которую был номинирован на премию «Оскар» за лучшую мужскую роль.
Фишберн стал первым темнокожим актёром, исполнившим главную роль в экранизации шекспировской пьесы «Отелло» в 1995 году. В том же году состоялся его дебют как театрального режиссёра и драматурга, где он представил публике драму «Рифф-Рафф» (Riff-Raff), рассказывающую об отношениях афроамериканца и белого наркомана.

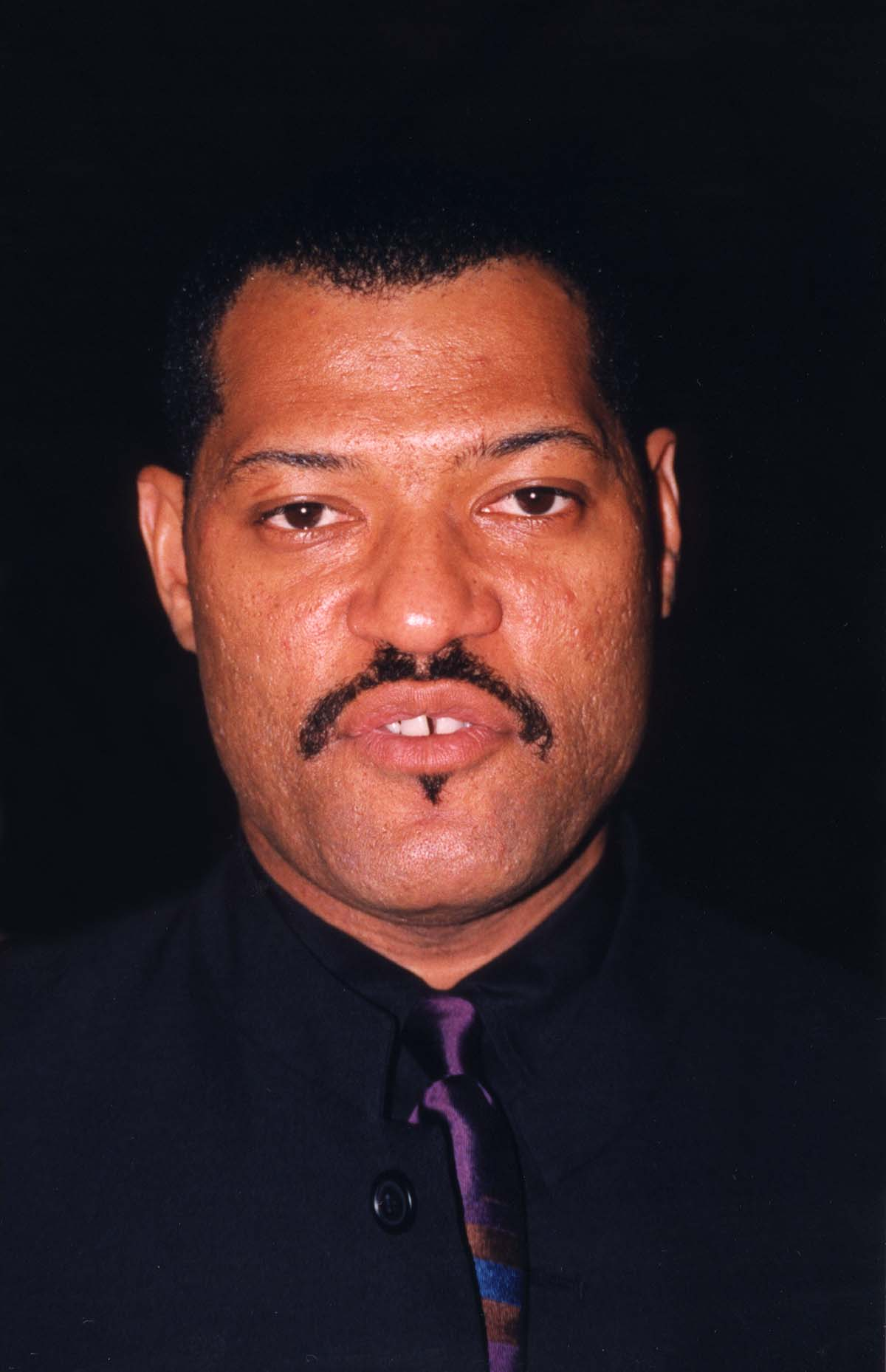
Фишберн в 2000 году

Пьесу он начал писать после инцидента с фильмом «Крепкий орешек 3: Возмездие». Фишберн должен был сыграть роль Зевса Карвера — темнокожего спутника Джона Макклейна и уже был утвержден на роль. Однако в последний момент студия передумала и отдала роль Сэмюэлу Л. Джексону. Фишберн разозлился и подал в суд на производственную компанию Cinergi Pictures. После двух лет судебного разбирательства актёру была выплачена компенсация, размер которой не озвучен.
Снявшись в трилогии «Матрица» в роли Морфеуса, Фишберн достиг мировой славы. В 2000 году он дебютировал в качестве кинорежиссёра, сняв фильм «Один раз в жизни».
В 2003 году Фишберна можно было увидеть в триллере «Таинственная река» в компании таких актёров, как Шон Пенн, Тим Роббинс и Кевин Бейкон, а в 2006 году — в приключенческом боевике «Миссия невыполнима 3». В 2008 году состоялась мировая премьера фильма «Двадцать одно», в котором Фишберн исполнил роль главного антагониста, в 2010 году на экраны вышел научно-фантастический боевик «Хищники», в котором актёр сыграл Ноланда.
Лоренс исполнил одну из главных ролей в фильме-катастрофе «Заражение», получившем новый виток популярности в период пандемии коронавируса. Он сыграл Перри Уайта в фантастическом боевике «Человек из стали», и повторил эту роль три года спустя в продолжении, получившем название «Бэтмен против Супермена: На заре справедливости». В том же году актёра можно было увидеть в фильме «Пассажиры».
Фишберн сыграл в трех частях франшизы «Джон Уик» (2017, 2019, 2023), а также исполнил роль Билла Фостера в супергеройском фильме «Человек-муравей и Оса», вышедшем на экраны в 2018 году. Годом позже Фишберн появится в комедийной драме «Куда ты пропала, Бернадетт?», основанной на одноимённом романе-бестселлере. А в конце июня 2021 года в российский прокат выйдет эшкн-триллер «Ледяной драйв» при участии актёра.

## Личная жизнь
Фишберн был дважды женат и дважды разведён, и имеет четверых детей. Его первый ребёнок, сын, родился в конце 1970-х годов. От брака с Хайной О. Мосс, на которой он женился в 1985 году, у него есть двое детей — сын Лэнгстон (род. 1988) и дочь Монтана (род. 1991). Фишберн и Мосс развелись в 1990-х годах. 20 сентября 2002 года Фишберн женился на актрисе Джине Торрес. Их дочь, Делайла, родилась в 2007 году. В 2016 году пара разошлась. В ноябре 2017 года Фишберн подал на развод, который был завершён в мае 2018 года. В 2010 в интервью одному издания дочь Фишберна Монтана призналась, что втайне от родителей пыталась начать карьеру в порноиндустрии.  Позже она сообщила, что выбор такой профессии сильно расстроил ее отца и с тех пор они больше не общаются, но она надеется что когда-нибудь сможет с ним помириться.

## Фильмография
| Год       |     | Русское название                                       | Оригинальное название                           | Роль                                                     |
| --------- | --- | ------------------------------------------------------ | ----------------------------------------------- | -------------------------------------------------------- |
| 1972      | тф  |                                                        | If You Give a Dance, You Gotta Pay the Band     | Фиш                                                      |
| 1973—1976 | с   | Одна жизнь, чтобы жить                                 | One Life to Live                                | доктор Джошуа «Джош» Холл #1                             |
| 1975      | ф   | Зерно, граф и я                                        | Cornbread, Earl and Me                          | Уилфорд Робинсон                                         |
| 1979      | ф   | Быстрая поломка                                        | Fast Break                                      | парень с улицы                                           |
| 1979      | ф   | Апокалипсис сегодня                                    | Apocalypse Now                                  | Тайрон «Чистый» Миллер                                   |
| 1980      | ф   | Уилли и Фил                                            | Willie & Phil                                   | Уилсон                                                   |
| 1980      | с   |                                                        | The Six O'Clock Follies                         | Робби Робинсон                                           |
| 1980      | тф  | Шёпот ангелов                                          | A Rumor of War                                  | Лайтбалб                                                 |
| 1981      | с   | Доктор Джон Траппер                                    | Trapper John, M.D.                              | Хоби                                                     |
| 1982      | с   |                                                        | Strike Force                                    | Ф.Т.                                                     |
| 1982      | с   | МЭШ                                                    | M*A*S*H                                         | капрал Дорси                                             |
| 1982      | ф   | Жажда смерти 2                                         | Death Wish II                                   | Каттер                                                   |
| 1983      | с   | Американский театр                                     | American Playhouse                              | Джимбо Коллинз                                           |
| 1983      | тф  | Я беру этих мужчин                                     | I Take These Men                                | Хэнк Джонсон                                             |
| 1983      | ф   | Бойцовая рыбка                                         | Rumble Fish                                     | Миджет                                                   |
| 1984      | ф   | Клуб «Коттон»                                          | The Cotton Club                                 | Бампи                                                    |
| 1985      | ф   | Цветы лиловые полей                                    | The Color Purple                                | Суэйн                                                    |
| 1986      | ф   | Брокер                                                 | Quicksilver                                     | Вуду                                                     |
| 1986      | ф   | Сплочённые                                             | Band of the Hand                                | Крим                                                     |
| 1986      | с   | Блюз Хилл-стрит                                        | Hill Street Blues                               | Морис Хейнс                                              |
| 1986      | с   | Полиция Майами                                         | Miami Vice                                      | тюремщик Келлер                                          |
| 1986—1990 | с   | Пи-Ви                                                  | Pee-wee's Playhouse                             | ковбой Кёртис                                            |
| 1987      | ф   | Сады камней                                            | Gardens Of Stone                                | сержант Флэнаган                                         |
| 1987      | ф   | Черри-2000                                             | Cherry 2000                                     | Глу Глу Лойер                                            |
| 1987      | ф   | Кошмар на улице Вязов 3: Воины сна                     | A Nightmare on Elm Street 3: The Dream Warriors | Макс, санитар в психиатрической лечебнице «Уэстен Хиллс» |
| 1987      | с   | Спенсер                                                | Spenser: For Hire                               | Дэвид Макенде                                            |
| 1988      | ф   | Школьные годы чудесные                                 | School Daze                                     | Дэп                                                      |
| 1988      | ф   | Красная жара                                           | Red Heat                                        | лейтенант Чарли Стоббс                                   |
| 1989      | с   | Уравнитель                                             | The Equalizer                                   | Кэйси Тейлор                                             |
| 1990      | тф  | День поминовения                                       | Decoration Day                                  | Майкл Уорин                                              |
| 1990      | ф   | Король Нью-Йорка                                       | King of New York                                | Джимми Джамп                                             |
| 1990      | ф   | Муштра                                                 | Cadence                                         | рядовой Рузвельт Стокс                                   |
| 1990      | мтф | Гражданская война                                      | The Civil War                                   | разные роли                                              |
| 1991      | ф   | Коллективный иск                                       | Class Action                                    | Ник Холбрук                                              |
| 1991      | ф   | Ребята по соседству                                    | Boyz N The Hood                                 | Джейсон Стайлс «Разъярённый»                             |
| 1991      | с   |                                                        | The American Experience                         | Мартин Делэйни                                           |
| 1992      | ф   | Под прикрытием                                         | Deep Cover                                      | Расселл Стивенс-младший / Джон Халл                      |
| 1993      | с   | Трибека                                                | TriBeCa                                         | Мартин                                                   |
| 1993      | ф   | В поисках Бобби Фишера                                 | Searching for Bobby Fischer                     | Винни                                                    |
| 1993      | ф   | На что способна любовь                                 | What's Love Got to Do with It                   | Айк Тёрнер                                               |
| 1995      | ф   | Высшее образование                                     | Higher Learning                                 | профессор Морис Фиппс                                    |
| 1995      | ф   | Плохая компания                                        | Bad Company                                     | Нельсон Кроу                                             |
| 1995      | ф   | Справедливый суд                                       | Just Cause                                      | шериф Тэнни Браун                                        |
| 1995      | ф   | Отелло                                                 | Othello                                         | Отелло                                                   |
| 1995      | тф  | Пилоты из Таскиги                                      | The Tuskegee Airmen                             | капитан Ганнибал «Айова» Ли-младший                      |
| 1996      | тф  |                                                        | Before Your Eyes                                | рассказчик                                               |
| 1996      | ф   | Беглецы                                                | Fled                                            | Чарльз Пайпер                                            |
| 1997      | тф  | Дети мисс Эверс                                        | Miss Evers' Boys                                | Калеб Хамфри                                             |
| 1997      | ф   | Гангстер                                               | Hoodlum                                         | Бампи Джонсон                                            |
| 1997      | ф   | Сквозь горизонт                                        | Event Horizon                                   | капитан Миллер                                           |
| 1998      | тф  | Закон улиц                                             | Always Outnumbered                              | Сократ Фортлоу                                           |
| 1999      | ф   | Матрица                                                | The Matrix                                      | Морфеус                                                  |
| 2000      | ф   |                                                        | Once in the Life                                | 20/20 Майк                                               |
| 2001      | ф   | Осмосис Джонс                                          | Osmosis Jones                                   | Трэкс                                                    |
| 2003      | ф   | Матрица: Перезагрузка                                  | The Matrix Reloaded                             | Морфеус                                                  |
| 2003      | ф   | Матрица: Революция                                     | The Matrix Revolutions                          | Морфеус                                                  |
| 2003      | ф   | Таинственная река                                      | Mystic River                                    | сержант Вайти Пауэрс                                     |
| 2003      | ф   | Байкеры                                                | Biker Boyz                                      | Смоук                                                    |
| 2003      | ки  | Enter the Matrix                                       | Enter the Matrix                                | Морфеус                                                  |
| 2005      | ки  | The Matrix Online                                      | The Matrix Online                               | Морфеус                                                  |
| 2005      | ки  | The Matrix: Path of Neo                                | The Matrix: Path of Neo                         | Морфеус                                                  |
| 2005      | ки  | True Crime: New York City                              | True Crime: New York City                       | Исайа «Король» Рид                                       |
| 2005      | ф   | Поцелуй навылет                                        | Kiss Kiss Bang Bang                             | медведь из рекламы пива Genaros                          |
| 2005      | ф   | Нападение на 13-й участок                              | Assault on Precinct 13                          | Марион Бишоп                                             |
| 2006      | ф   | Испытание Акилы                                        | Akeelah and the Bee                             | доктор Лараби                                            |
| 2006      | ф   | Миссия невыполнима 3                                   | Mission: Impossible III                         | Теодор Брассел                                           |
| 2006      | ф   | Пять пальцев                                           | Five Fingers                                    | Ахмат                                                    |
| 2006      | ф   | Бобби                                                  | Bobby                                           | Эдвард Робинсон                                          |
| 2007      | мф  | Черепашки-ниндзя                                       | TMNT                                            | рассказчик                                               |
| 2007      | ф   | Фантастическая четвёрка: Вторжение Серебряного сёрфера | Fantastic Four: Rise of the Silver Surfer       | Норрин Радд / Серебряный Сёрфер                          |
| 2007      | ф   | Подстава                                               | The Death and Life of Bobby Z                   | Тад Грасса                                               |
| 2008—2011 | с   | C.S.I.: Место преступления                             | CSI: Crime Scene Investigation                  | доктор Рэймонд Лэнгстон                                  |
| 2008      | в   | Иллюзия допроса                                        | Tortured                                        | Арчи Грин                                                |
| 2008      | ф   | Дни гнева                                              | Days of Wrath                                   | мистер Стэффорд                                          |
| 2008      | ф   | Двадцать одно                                          | 21                                              | Коул Уильямс                                             |
| 2009      | ки  | CSI: Deadly Intent                                     | CSI: Deadly Intent                              | доктор Рэймонд Лэнгстон                                  |
| 2009      | с   | C.S.I.: Место преступления Майами                      | CSI: Miami                                      | доктор Рэймонд Лэнгстон                                  |
| 2009      | с   | C.S.I.: Место преступления Нью-Йорк                    | CSI: NY                                         | доктор Рэймонд Лэнгстон                                  |
| 2009      | ф   | Инкассатор                                             | Armored                                         | Бейнс                                                    |
| 2009      | ф   | Транзит чёрной воды                                    | Black Water Transit                             | Джек Вермиллион                                          |
| 2009      | ф   | Хищники                                                | Predators                                       | Ноланд                                                   |
| 2010      | кор |                                                        | Predators Motion Comics: Moment of Extraction   | Ноланд                                                   |
| 2010      | ки  | CSI: Fatal Conspiracy                                  | CSI: Fatal Conspiracy                           | доктор Рэймонд Лэнгстон                                  |
| 2011      | тф  | Судья Тёргуд                                           | Thurgood                                        | Тэргуд Маршалл                                           |
| 2011      | тф  | Немного веры                                           | Have a Little Faith                             | Генри Ковингтон                                          |
| 2011      | ф   | Заражение                                              | Contagion                                       | доктор Эллис Чивер                                       |
| 2013      | мф  | Король сафари                                          | Khumba                                          | зебра Секо                                               |
| 2013      | ф   | Колония                                                | The Colony                                      | Бриггс                                                   |
| 2013      | ф   | Человек из стали                                       | Man of Steel                                    | Перри Уайт                                               |
| 2013—2015 | с   | Ганнибал                                               | Hannibal                                        | Джек Кроуфорд                                            |
| 2014—2017 | с   | Черноватый                                             | Black-ish                                       | отец Андре                                               |
| 2014      | ф   | Совместная поездка                                     | Ride Along                                      | Омар                                                     |
| 2014      | ф   | Неуправляемый                                          | Rudderless                                      | Дел                                                      |
| 2014      | ф   | Сигнал                                                 | The Signal                                      | Дэймон                                                   |
| 2016      | ф   | Некуда бежать                                          | Standoff                                        | Киллер                                                   |
| 2016      | ф   | Бэтмен против Супермена: На заре справедливости        | Batman v Superman: Dawn Of Justice              | Перри Уайт                                               |
| 2016      | ф   | Пассажиры                                              | Passengers                                      | Гас Манкузо                                              |
| 2017      | ф   | Джон Уик 2                                             | John Wick: Chapter Two                          | Король «Боулер»                                          |
| 2017      | ф   | Последний взмах флага                                  | Last Flag Flying                                | Ричард Мюллер                                            |
| 2017      | тф  | Мадиба                                                 | Madiba                                          | Нельсон Мандела                                          |
| 2018      | ф   | Человек-муравей и Оса                                  | Ant-man and The Wasp                            | Билл Фостер                                              |
| 2018      | ф   | Арестант no name                                       | Imprisoned                                      | Дэниел Келвин                                            |
| 2019      | ф   | Джон Уик 3                                             | John Wick:Chapter Three                         | Король «Боулер»                                          |
| 2019      | ф   | Наркокурьер                                            | The Mule                                        | спецагент                                                |
| 2019      | ф   | Куда ты пропала, Бернадетт?                            | Where'd You Go, Bernadette                      | Пол Еллинек                                              |
| 2019      | ф   | Кокаиновый барон                                       | Running with the Devil                          | «Мужик»                                                  |
| 2021      | ф   | Ледяной драйв                                          | Ice Road                                        | Джим Голденрод                                           |
| 2022      | ф   | Все старые ножи                                        | All the Old Knives                              | Вик                                                      |
| 2022      | ф   | Школа добра и зла                                      | The School for Good and Evil                    | директор школы                                           |
| 2023      | ф   | Джон Уик 4                                             | John Wick: Chapter 4                            | Король «Боулер»                                          |
| 2023      | мс  | Что, если…?                                            | What If...?                                     | Билл Фостер / Голиаф                                     |
| 2024      | ф   | Мегалополис                                            | Megapolis                                       | Фунди Ромэн                                              |
| 2024      | ф   | Ускорение                                              | Slingshot                                       | Фрэнкс                                                   |
| 2024      | мф  | Трансформеры: Начало                                   | Transformers One                                | Альфа Трион                                              |
| 2025      | ф   | Громовержцы                                            | Thunderbolts                                    | Билл Фостер                                              |
| 2025      | ф   | Новичок                                                | Amateur                                         |                                                          |
|           | ф   | Астронавт                                              | The Astronaut                                   | Уильям Харрис                                            |

## Награды и номинации
- 2000: Премия «Blockbuster Entertainment Award», Лучший актёр второго плана в жанре экшн («Матрица»)
- 2000: Премия «Career Achievement Award», Лучший актёр («Матрица»)
- 2000: Кинонаграда канала MTV, Лучшая драка («Матрица»)
- 2003: Премия «BSFC Award», Лучший актёрский ансамбль («Таинственная река»)

### Номинации
- 1994: Премия «Оскар», Лучший актёр, («На что способна любовь»)
- 2000: Премия «Сатурн», Лучший актёр второго плана («Матрица»)
- 2000: Премия «Black Reel», Лучший актёр («Матрица»)
- 2000: Премия «Image Award», Лучший актёр второго плана в жанре экшн («Матрица»)
- 2000: Кинонаграда канала MTV, Лучший экранный дуэт («Матрица»)
- 2004: Кинонаграда канала MTV, Лучший актёр — Драма / Экшн / Приключения («Матрица: Революция»)
- 2004: Премия «BET Award», Лучший актёр (за фильмы «Матрица: Перезагрузка» и «Матрица: Революция»)
- 2011: Премия «Black Reel», Лучший актёр («Хищники»)